# Нодавей (округ, Міссурі)
Шаблон:StateAbbr_ 40°22′ пн. ш. 94°53′ зх. д. / 40.36° пн. ш. 94.88° зх. д.
Округ  Нодавей (англ. Nodaway County) — округ (графство) у штаті Міссурі, США. Ідентифікатор округу 29147.

## Історія
Округ утворений 1845 року.

## Демографія
За даними перепису 
2000 року 
загальне населення округу становило 21912 осіб, зокрема міського населення було 11582, а сільського — 10330.
Серед мешканців округу чоловіків було 10937, а жінок — 10975. В окрузі було 8138 домогосподарств, 4818 родин, які мешкали в 8909 будинках.
Середній розмір родини становив 2,94.
Віковий розподіл населення поданий у таблиці:
| Стать    | До 15 років | 15-21 | 22-29 | 30-39 | 40-49 | 50-65 | 65-85 | Понад 85 |
| -------- | ----------- | ----- | ----- | ----- | ----- | ----- | ----- | -------- |
| Чоловіки | 1798        | 2144  | 1574  | 1343  | 1458  | 1370  | 1097  | 153      |
| Жінки    | 1582        | 2656  | 1166  | 1159  | 1284  | 1352  | 1402  | 374      |

## Суміжні округи
- Тейлор, Айова — північ
- Ворт — північний схід
- Джентрі — південний схід
- Ендрю — південь
- Голт — південний захід
- Атчісон — захід
- Пейдж, Айова — північний захід

## Виноски
1. ↑  U.S. Decennial Census. United States Census Bureau. Архів оригіналу за 26 квітня 2015. Процитовано 17 листопада 2014.
2. ↑  Historical Census Browser. University of Virginia Library. Архів оригіналу за 11 серпня 2012. Процитовано 17 листопада 2014.
3. ↑  Population of Counties by Decennial Census: 1900 to 1990. United States Census Bureau. Архів оригіналу за 3 грудня 2014. Процитовано 17 листопада 2014.
4. ↑  Census 2000 PHC-T-4. Ranking Tables for Counties: 1990 and 2000 (PDF). United States Census Bureau. Архів (PDF) оригіналу за 18 грудня 2014. Процитовано 17 листопада 2014.
5. ↑  State & County QuickFacts. United States Census Bureau. Архів оригіналу за 7 червня 2011. Процитовано 12 вересня 2013.(англ.) Наведено за англійською вікіпедією.
6. ↑  American FactFinder. Бюро перепису населення США. Архів оригіналу за 26 лютого 2012. Процитовано 31 січня 2008.

| США | Це незавершена стаття з географії США. Ви можете допомогти проєкту, виправивши або дописавши її. |